# Afghan Dreamers (documental)
Afghan Dreamers, también El sueño afgano, es un documental de 2022 dirigido por David Greenwald que retrata las vivencias de las mujeres que componen el Afghan Girls Robotics Team (el Equipo de Robótica de Niñas Afganas).

## Contexto
De MTV Documentary Films, el documental Afghan Dreamers se estrenó en mayo de 2023 en Paramount+. La producción corrió a cargo de David Cowan y Beth Murphy y fue dirigido por David Greenwald. El documental emplea imágenes de archivo y entrevistas.
El documental fue presentado en la sección oficial de varios festivales de cine, como la Seminci de Valladolid, el Cleveland International Film Festival, el Galway Film Fleadh y el Montclair Film Festival.

## Sinopsis
Un equipo femenino de robótica afgano lo arriesga todo para demostrar que puede competir contra cualquiera en el mundo y que las chicas pueden convertirse en científicas e ingenieras en lugar de solo en novias adolescentes. Trabajando en secreto bajo el régimen talibán, las miembros del equipo, en edad de cursar el bachillerato, luchan contra enormes obstáculos y un peligro siempre presente, y sin ayuda de nadie empiezan a cambiar las percepciones de esta arraigada cultura islámica. El filme documenta sus últimos días en Afganistán antes de la ofensiva talibana de 2021.

## Reconocimientos
En 2022, el documental fue reconocido durante la Semana Internacional de Cine de Valladolid (Seminci) con el premio Audience Award Time of History.